# NN-315
La carretera NN‑315 es una vía departamental secundaria ubicada en el departamento de Masaya. Tiene una longitud de 8.52 km y conecta el municipio de Niquinohomo con el sector de Monimbó en la ciudad de Masaya. Esta vía facilita la conexión entre zonas históricas y turísticas, siendo construida entre los años 2018 y 2019.

## Trazado y cruces
La siguiente tabla muestra su recorrido, localidades y principales conexiones:
| km   | Localidad            | Departamento | Conexión / Ruta |
| ---- | -------------------- | ------------ | --------------- |
| 0.0  | Niquinohomo          | Masaya       |                 |
| 4.2  | Comunidad intermedia | Masaya       |                 |
| 8.52 | Monimbó              | Masaya       |                 |

## Coordenadas
Un punto aproximado en el tramo medio puede encontrarse en: 11°55′42″N 86°05′41″O / 11.9282, -86.0948